# Ismail I de Granada

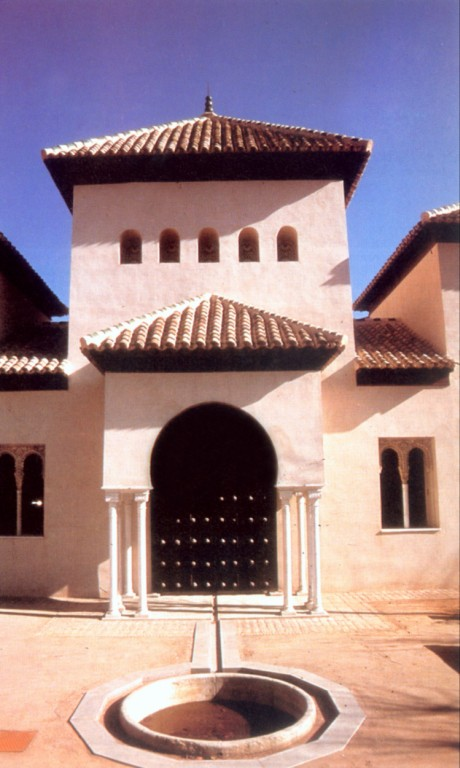
O Alcázar Genil, cuja construção foi iniciada por Ismail I

Abu Alvelide Ismail/Ismael (Abu al-Walid Isma`il) ou Ismail/Ismael ibne Farague (Ismail ibn Faraǧ) (1279 – 6 de julho de 1325) foi o quinto rei acérida Granada, que reinou desde 1314 até à sua morte em 1325 como Ismail I. Sucedeu no trono ao seu tio Nácer e foi sucedido pelo seu filho Maomé IV.
Ismail era filho da princesa Fátima, filha de Maomé II de Granada, e sobrinho dos emires Maomé III e Abonácer. O seu pai era Abuçaíde Faraje, também ele primo e cunhado de Maomé III e Nácer e da sua própria esposa Fátima. Ismail teve pelo menos quatro filhos: Maomé, Ismail, Faraje e Iúçufe; dois deles sucederam-lhe à frente do reino, como Maomé IV e Iúçufe I.
Homem culto e de gosto refinado, aumentou consideravelmente a Alhambra, o complexo palaciano granadino e o palácio anexo do Generalife. Também construiu o Alcázar Genil depois de 1319, que serviu como residência das mulheres mais velhas da família real. Iniciou também a construção do viria a ser o Palácio de Comares.

## Biografia
Abu Alvelide Ismail subiu ao trono na sequência de uma rebelião contra o seu tio Abonácer. Este não contava com o apoio de grande parte da aristocracia moura do emirado devido às perdas territoriais sofridas para os Castelhanos e outros problemas internos e viu-se forçado a abdicar a 8 de fevereiro de 1314. Segundo alguns, Ismail ter-lhe-ia concedido o governo de Guadix, mas segundo outra versão, Abonácer fugiu para aquela cidade, de onde em 1319 ajudou os Castelhanos na sua luta sem êxito contra Ismail.
Durante o reinado de Ismail, o Reino de Castela passou por um período de alguma instabilidade. Quando Fernando IV de Castela morreu em 1312, o seu filho e herdeiro Afonso XI tinha menos de um ano de idade. A regência fica a cargo de avó do pequeno Afonso, Maria de Molina.
No segundo ano do seu reinado, em 1315, Ismail declara jiade (guerra santa) contra os cristãos da Andaluzia, no sul de Espanha, tendo assediado Gibraltar sem sucesso. Em 1319, Pedro de Castela, filho da regente castelhana e tutor do Afonso XI, e o seu tio João de Castela, o de Tarifa lideram uma campanha contra o Reino Nacérida que se salda num completo fracasso. Os dois infantes acabariam mortos a 25 de junho de 1319 na batalha que ficou conhecida como o desastre da Veiga de Granada (ou batalha de Elvira ou da Serra Elvira), travada junto à localidade de Pinos Puente, poucos quilómetros a noroeste da cidade de Granada. Esta pesada derrota castelhana originou um período de tréguas entre os nacéridas e Castela.
Depois da morte de Maria de Molina em 1321, Castela cai num período de anarquia que duraria até à subida ao poder de Afonso XI em 1325, quando atinge a maioridade. Depois da vitória de 1319, Ismail tira partido da instabilidade em Castela para reconquistar várias praças-fortes: Baza, Orce, Martos e Huéscar. No ataque a esta última usou artilharia.
Ismail foi assassinado pelo seu primo Maomé, governador de Algeciras. Os dois homens tinham discutido por causa duma jovem escrava capturada num dos raides de Ismail à cidade fronteiriça castelhana de Martos. Os servos carregaram Ismail moribundo até aos aposentos da sua mãe Fátima, onde ele acabou por morrer a 6 de julho de 1325. Foi enterrado à noite, no segundo dia a seguir à sua morte, junto ao túmulo do seu avô Maomé II, na área de jardins entre a muralha norte da Alhambra e a atual igreja de Santa Maria. Todos os monarcas nacéridas subsequentes foram igualmente ali enterrados.